# Cuspidatula monodon
Cuspidatula monodon là một loài rêu tản trong họ Adelanthaceae. Loài này được (Taylor ex Lehm.) Steph. mô tả khoa học lần đầu tiên.